# Salustiana (orange)
Espèce
Salustiana est un cultivar espagnol d'orange blonde (Citrus × sinensis) de pleine saison qui provient d'une mutation de bourgeon spontanée d'un oranger de la variété Comuna dans la province de Valence en 1950. Elle est cultivée dans les grands pays agrumicoles et en premier lieu les méditerranéens.

## Histoire
D'après E. Gonzalez-Sicilia c'est dans un jardin du couvent de Benimuslem qu'apparut une branche mutante d'oranger de la variété Comûn dont les fruits furent remarqués par un ouvrier. Elle fut ensuite greffée à Rafelguaraf, propagée vers L'Enova et Almazora puis diffusée dans le reste de la zone agrumicole dont le Maroc en 1952. C'est un arbre du jardin de Don Salustiano Pallas à L'Enova que proviendrait les greffons reproduits, d'où son nom de Salustiana.
La demande d'inscription au Catalogue Nationale espagnol date de décembre 1998, l'inscription définitive de janvier 2017. Depuis l'Espagne elle s'est diffusée en Amérique latine.

## Une orange blonde
Les oranges blondes - non Navel - de pleine saison (mois froids mi-décembre à fin-février hémisphère nord, mi-juin à aout hémisphère sud)  et sans pépins sont les Valencia, Hamlin qui a été obtenue en 1879 d'un semis fortuit en Floride (Glenwood) chez A.G. Hamlin, les cultivars espagnols 'Pajarito' et 'Cadenera' très proche de 'Salustiana' qui a un rapport ESS/A (rapport de la quantité d’Extraits Secs Solubles sur le volume d’Acide citrique) supérieur aux précédentes.
Elle représente 6 à 8 % de la superficie des oranges cultivées en Espagne. Au Brésil les meilleurs rendements sont sur porte-greffe citrange C-13 et citrumelo Swingle.

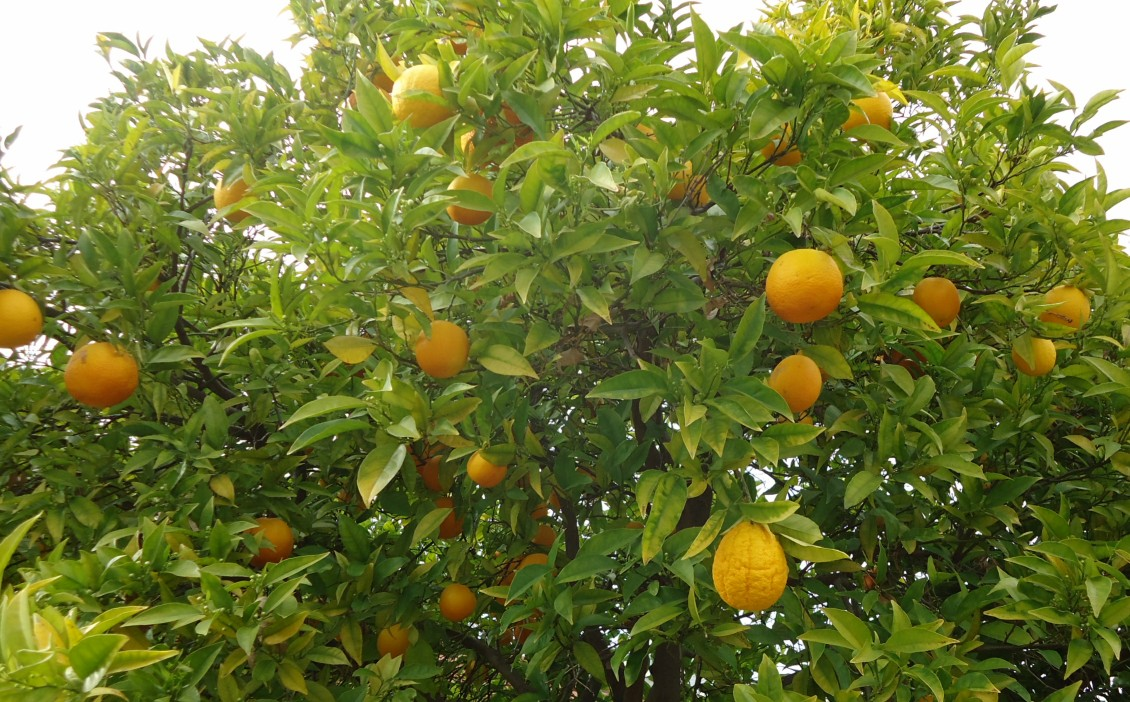
Sur l'arbre en Californie

### Morphologie
L'arbre est inerme.
Le fruit sphérique en assez gros (150 à 180 g, diamètre de 7 cm environ), de couleur orange, avec un apex déprimé et en général sans pépins. La pulpe est fondante, juteuse, d'une saveur intense et sucrée. La maturité est précoce décembre en Espagne, au Maroc et en Algérie, mais le fruit peut tenir sur l'arbre jusqu'à avril sans grande perte de qualité.

### Culture

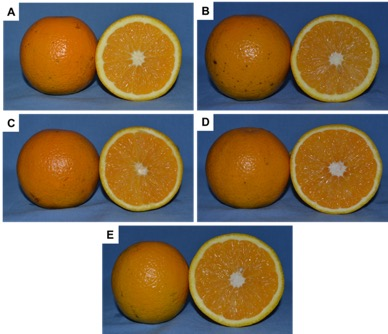
Salustiana greffée sur (A) Rangpur (B) Cleopatra (C) mandarine Sunki, (D) Citrumelo et (E) Citrange

Salustiana ne semble pas très affectée par l'alternance biennale sur courte période (3 ans) en Uruguay et greffée sur bigaradier et Poncirus t. Salustiana, fruit de grande culture, fait l'objet de nombreuses publications académiques, la technologie de sa culture est bien décrite.

### Usage
Salustiana est une orange de table à peau fine (0,4 cm) et aussi considérée comme la meilleure variété d'orange à jus. Le fruit supporte bien le stockage au froid (jusqu'à 15 semaines), sans altération du gout et avec une diminution limitée de la teneur en vitamine C.

### Huile essentielle
56 composants ont été identités dans d'HE de peau de Salustiana (2004). Les hydrocarbures monoterpéniques dominent la fraction volatile (97 %) avec limonène, α-pinène, sabinène et α-terpinène, les composés oxygénés totaux représentaient 1,7 % (linalol, décanal, (Z)-carvone, (Z)-carvéol, (E)-carvéol). Le singularité de Salustiana, est la présence d'α-phellandrène (note eucalyptus) et de γ-terpinène (à comparer avec β-phellandrène, de (Z)-nérolidol et aromadendrène chez Valencia et de p-cymène, β-sinensal et d'acide dodécanoïque chez Washington navel.

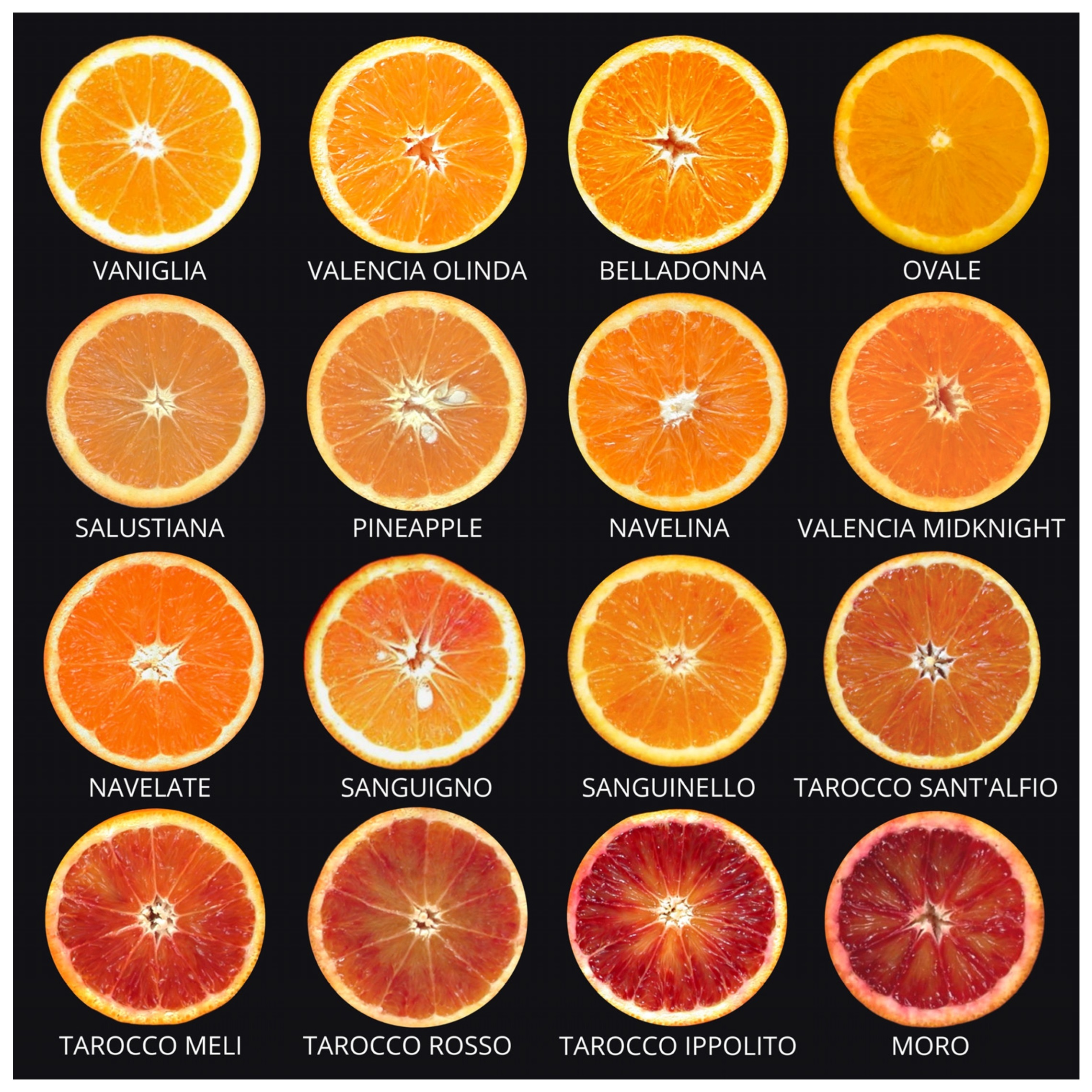
Salustiana (ligne 2) est proche des Valencia